# تپه پاپی خالدار علیا
تپه پاپی خالدار علیا مربوط به عصر مفرغ - هزاره سوم قبل از میلاد - آغاز ادبیات است و در شهرستان خرم‌آباد، بخش مرکزی، دهستان رباط نمکی، روستای پاپی خالدار علیا واقع شده و این اثر در تاریخ ۲۸ اسفند ۱۳۸۵ با شمارهٔ ثبت ۱۸۸۳۳ به‌عنوان یکی از آثار ملی ایران به ثبت رسیده است.